# Mary Coombs
Mary Coombs (Muswell Hill, Londres, 4 de febrero de 1929-28 de febrero de 2022) fue una programadora británica, considerada la primera mujer del mundo capacitada para programar un ordenador para aplicaciones empresariales y la primera mujer en trabajar en la Computadora LEO. Su padre, William Blood, creía en la educación de las mujeres y su hermana trabajó en microbiología y bacteriología. A diferencia de su hermana, y a diferencia de otros en computación, ella no tenía experiencia en matemáticas o ciencias. The National Museum of Computing documenta su contribución. Se graduó con un título en francés de Queen Mary University en Londres. Más tarde se mudó a surrey, cuando su padre se convirtió en un oficial médico de la empresa de cáterin J. Lyons and Co. Él tenía claro que las mujeres deberían tener sus propia carreras e intereses.

## Educación
En sus primeros años,  asistió a Putney High School y St Paul's Girls' School. Ella pasó a obtener un título de BA con honores en francés, con historia de Queen Mary University of London.

## Trabajo en J. Lyons and Co.
Después de obtener su título, comenzó a trabajar en J. Lyons and Co. en 1951 temporalmente clerical worker—un trabajo que aceptó a regañadientes mientras buscaba una mejor alternativa. Sus habilidades matemáticas pronto le permitieron trasladarse del departamento de ventas de helados a la oficina de estadística, donde escuchó que la división que trabaja en el LEO computers había estado buscando contratar personal adicional programmers.
El proceso de selección, ideado por Raymond Thompson, se llevó a cabo como un "curso de apreciación de la computadora", que consistió en una agotadora semana de conferencias diurnas y tareas escritas por la tarde diseñadas para evaluar la aptitud de los candidatos para el trabajo en la computadora.
Su rendimiento en el curso de apreciación de la computadora fue estelar, y como resultado, fue una de las dos candidatas a las que se le ofreció un puesto en la división de informática, junto con Frank Land. Según Coombs, ella fue una de las pocas mujeres que tomaron el curso de apreciación en la computadora, y fue la única, a la que se le ofreció un trabajo como resultado.

Una vez que comenzó a trabajar oficialmente con LEO en 1952, John Grover, uno de los primeros programadores de LEO, le enseñó a programar. Inicialmente, ella era la única mujer en el equipo y trabajó junto a Leo Fantl, John Grover y Derrick Hemy, usando LEO para calcular automáticamente la nómina de empleados en J. Lyons and Co. El equipo luego pasó a hacer la nómina para Ford Motor Company usando LEO. Coombs es reconocida como la primera mujer en trabajar en una computadora comercial.

Siguió trabajando para J. Lyons and Co mientras se construían LEO II y LEO III. Pasó la mayor parte de su tiempo como supervisora, buscando errores lógicos y sintácticos en los programas que otras personas habían escrito. 
Desarrolló programas para el uso interno de la empresa y para clientes externos como otra parte del servicio informático comercial ofrecido por la empresa. También estuvo a cargo de la reescritura de programas de LEO II para trabajar con LEO III, ya que LEO III utilizó un lenguaje de programación diferente.

J. Lyons and Co. proporcionó un buen ambiente de trabajo para Coombs. La compañía tenía varios clubes deportivos en los que Coombs estaba involucrada e incluso una Sociedad Dramática Amateur. Sin embargo, la compañía le pagó muy poco, lo cual fue una dificultad para ella ya que apoyaba financieramente a su madre.

## Después de J. Lyons and Co.
Fue transferida a English Electric Leo Computers, una empresa creada conjuntamente por la fusión de J. Lyons and Co. y English Electric. Más tarde fue transferida a International Computers Limited (ICL) cuando compraron English Leo Computers. Allí, en 1964, debido a los compromisos familiares, pasó de trabajar a tiempo completo a tiempo parcial. Continuó trabajando en el negocio de la computación, principalmente manuales de edición. Ella enseñó brevemente un curso de programación de computadoras en Princess Marina Center en Seer Green para residentes discapacitados.
En 1969, cuando se dio cuenta de que no podría volver a trabajar a tiempo completo, dejó el equipo de LEO y trabajó brevemente para Freelance Programmers, una compañía comenzada por Dame Stephanie Shirley. Después de tres años sin trabajar, se convirtió en maestra de escuela primaria en una escuela privada. Después de dejar su puesto de docente, ha enseñado piano, y ha dirigido el coro de la iglesia, además de estar al día con otros pasatiempos.

## LEO Computers
Fue la primera mujer en trabajar en el negocio de computadoras LEO. Ella y su esposo fueron compañeros de trabajo allí. Finalmente tuvieron un hijo juntos. La niña era discapacitada, lo que hizo que Mary pensara que o bien debería dejar su trabajo o trabajar a tiempo parcial. Su hija murió a la edad de 6 años.